# Pehr Calwagen
Pehr Calwagen, född 15 februari 1789 i Timrå socken, Västernorrlands län, död 11 november 1865 i Nederluleå församling, Norrbottens län, var en svensk präst.

## Biografi
Calwagen blev student vid Uppsala universitet och filosofie magister där 1815 samt prästvigdes 19 juni 1816. Han blev 13 december 1820 teologie kandidat. Mellan 1818 och 1826 innehade han olika tjänster som lärare vid Härnosands apologistskola och gymnasium. Han blev 1825 utnämnd till stadskomminister i Härnösands församling med tillträde 1826 och blev 1827 vice pastor. Den 23 november 1833 utnämndes han till kyrkoherde i Nedeluleå pastorat, ett ämbete som han tillträdde 1835. Han blev hedersprost 1836 men var mellan 1853 och 1860 kontraktsprost i Västerbottens tredje kontrakt, Calwagen promoverades 7 september 1860 till teologie doktor i Uppsala. 
Calwagen var son till förste lantmätaren i Vasa län Erik Calwagen. Han var gift första gången 1823 med Christina Margareta Norrbohm, vars far Anders Norrbohm var köpman i Härnösand, och andra gången 1847 med Johanna Gustafva Dahl, som var dotter till häradshövdingen Zacharias Dahl. Han var i första giftet far till Ernst Gottfried Calwagen.